# Philippe des Pallières
Pour les articles homonymes, voir Pallières.
Philippe des Pallières, né en 1959 à Paris, est un auteur de jeux de société français.

## Ludographie

### Les Loups-garous de Thiercelieux
Avec Hervé Marly :
- Les Loups-garous de Thiercelieux, 2001, Lui-même, adaptation de Mafia, Sceau d'excellence Option consommateurs  2003
- Les Loups-garous de Thiercelieux : Nouvelle lune, 2006, Lui-même
- Les Loups-garous de Thiercelieux : Le Village, octobre 2009, Lui-même
- Les Loups-garous de Thiercelieux : Personnages, 2012, Lui-même
- Les Loups-garous de Thiercelieux : Le Pacte, 2014, Lui-même

### Autres jeux
- Oh ! les nains, 1997 et 2002, Asmodée
- Le Chat noir, 2001, Asmodée, réadaptation de Qui va faire la vaisselle ?
- La Guerre des moutons, 2002, Asmodée, As d'or Jeu de l'année  2003
- Comme des mouches, 2003, Lui-même
- Objets trouvés, 2005, Asmodée, Prix du public du jeu de Saint-Herblain  2006
- Amazones, 2006, Lui-même

Avec Sylvie Barc :
- Club Voyage 1, 1989, Jeux Nathan
- Club Voyage 2, 1989, Jeux Nathan
- Vertigo, 1990, Eurogames

Avec Sylvie Barc, Patrice Pillet et Jean-Charles Rodriguez :
- Spirou et les champignons géants, 1995, Jeux Nathan

Avec Sylvie Barc et Frédéric Bloch :
- Savannah Café, 2001, Jeux Descartes

Avec Patrice Pillet :
- Armada, 1985 - 2002, Jeux Descartes / Eurogames, Pion d'or jeux & stratégie  1986
- Saigon, 1994, Totem Création
- Totem, 1995, Queen Games

Avec Patrice Pillet et Didier Jacobée :
- Qui va faire la vaisselle ?, 1991, Abalone
- Dinosaurus, 1993, Jeux Nathan

Avec François Bruel :
- Shazamm!, 2003, Lui-même

Avec Loïc Lamy :
- Mafia de Cuba, 2015, Lui-même